# Tradicijska okućnica u Mariji Gorici
Tradicijska okućnica u mjestu Kraj Gornji, općina Marija Gorica, smještena je na rubu naselja i na povišenom terenu u odnosu na prilazni put. Uz kuću su pomoćne gospodarske zgrade: staja s kolnicom („štala sa sušom“), sjenik sa svinjcima („senik“), svinjci („svinjaki“), bunar („zdenec“). Kuća („hiža“) građena 1921. godine je prizemnica s ukopanim podrumom ispod dijela kuće. Od interijera ističe se zidana peć pri vrhu obložena keramičkim pećnjacima. Pećnjaci su reljefno ukrašeni motivom pokaznice oko koje je vijenac od grozdova i klasja žita.

## Zaštita
Pod oznakom Z-4823 zaveden je kao nepokretno kulturno dobro - pojedinačno, pravna statusa zaštićena kulturnog dobra, klasificirano kao "sakralna graditeljska baština".